# 1775 básní Emily Dickinsonové
1775 básní Emily Dickinsonové (2002) je sólové album Roberta Křesťana a jeho přátel. Vyšlo v době, kdy neexistovala skupina Druhá tráva. Obsahuje 10 Křesťanových autorských písní a jednu instrumentální skladbu Luboše Maliny (Mildvorth). Luboš Malina také složil hudbu k písním Třináct pravd a Až nás smrt rozdělí, která v anglickém překladu (When Death Does Us Apart) vyšla později na albu Druhé trávy Good Morning, Friend (2004). Název alba shodný se jménem poslední písničky je inspirován počtem básní americké básnířky Emily Dickinsonové.
Impulsem album v relativně krátké době dokončit byly pro Roberta Křesťana teroristické útoky 11. září 2001 a následná situace na Blízkém východě. Tyto události „navíc daly desce jednotící, jakýsi skeptický, více pesimistický pocit“.

## Písničky
1. Dřív než se rozloučíme – 3:18
2. Pendl do Betléma – 3:41
3. Až nás smrt rozdělí – 4:13
4. Když jsem jí zpíval – 3:43
5. Topoly – 6:57
6. Kýbl krve – 2:54
7. Zdi – 3:41
8. Na španělských schodech – 3:26
9. Třináct pravd (každá v šestnácti barvách) – 5:29
10. Mildvorth – 2:08
11. 1775 básní Emily Dickinsonové – 1:50

## Účinkují
- Robert Křesťan – zpěv (1–9, 11); hudba (1, 2, 4–9, 11), texty (1–9, 11)
- Luboš Malina – akustické banjo Gibson, pětistrunná elektrická kytara Janecký, tarogato, low whistle, barytonsax; hudba (3, 9, 10)
- Luboš Novotný – lap steel, dobro, slide kytara, digibro
- Martin Ledvina – akustické a elektrické kytary
- Juraj Griglák – elektrická baskytara, kontrabas
- Stanislav Palúch – housle, mandolína
- Miloš Dvořáček – bicí, raposcat (10)
- Ivo Viktorin – zpěv (8)
- Karel Markytán – zpěv (8)